# Embaixada do Chile em Londres
A embaixada do Chile em Londres é a missão diplomática do Chile no Reino Unido. A embaixada era localizada anteriormente na Devonshire Street em Marylebone antes de se mudar para o atual endereço em 2009.